# Anaea xenica
Anaea xenica är en fjärilsart som beskrevs av Bates 1864. Anaea xenica ingår i släktet Anaea och familjen praktfjärilar. Inga underarter finns listade i Catalogue of Life.